# 3680 Саша
3680 Саша (енгл. 3680 Sasha) је астероид главног астероидног појаса чија средња удаљеност од Сунца износи 2,225 астрономских јединица (АЈ).
Апсолутна магнитуда астероида је 12,9.